# Liopropoma mitratum
Liopropoma mitratum là một loài cá biển thuộc chi Liopropoma trong họ Cá mú. Loài này được mô tả lần đầu tiên vào năm 1978.

## Phân bố và môi trường sống
L. mitratum có phạm vi phân bố ở Tây Thái Bình Dương và rải rác ở Ấn Độ Dương. Loài cá này được tìm thấy ở xung quanh các nhóm đảo nằm ở phía đông và nam quần đảo Mã Lai; phạm vi phía bắc đến miền nam Nhật Bản; về phía đông đến quần đảo Tuamotu. L. mitratum cũng được ghi nhận ở phía bắc Biển Đỏ; đảo Giáng Sinh và ngoài khơi phía tây bắc Úc. Chúng sống xung quanh các rạn san hô ở độ sâu từ 3 đến 55 m.

## Mô tả
L. mitratum có chiều dài cơ thể tối đa được ghi nhận là 9 cm. Cơ thể có màu đỏ hoặc đỏ nâu, hơi ánh vàng ở phía thân sau. Đầu nhọn (điểm đặc trưng của các thành viên thuộc chi này). Các lớp vảy tạo thành các hàng sọc màu đen mờ trên thân. Có một dải sọc vàng ở hai bên mõm, và một dải tương tự bên dưới mắt.
Số gai ở vây lưng: 8; Số tia vây mềm ở vây lưng: 11 - 12; Số gai ở vây hậu môn: 3; Số tia vây mềm ở vây hậu môn: 9; Số tia vây mềm ở vây ngực: 13 - 15; Số vảy đường bên: 45 - 48; Số gai ở vây bụng: 1; Số tia vây mềm ở vây bụng: 5.